# Kora Jahanabad
Kora Jahanabad es  un pueblo y nagar Panchayat situado en el distrito de Fatehpur en el estado de Uttar Pradesh (India). Su población es de 26359 habitantes (2011). Se encuentra a 43 km de Kanpur.

## Demografía
Según el  censo de 2011 la población de Kora Jahanabad era de 26359 habitantes, de los cuales 13898 eran hombres y 12461 eran mujeres. Kora Jahanabad tiene una tasa media de alfabetización del 72,44%, superior a la media estatal del 67,68%: la alfabetización masculina es del 78,32%, y la alfabetización femenina del 65,93%.